# Jeroen Tesselaar
Jeroen Tesselaar (Wognum, 16 januari 1989) is een Nederlandse voetballer die als linker verdediger speelt. 
Hij speelde in de jeugd bij SV Spartanen, HVV Hollandia en AZ. Hij tekende voorafgaand aan het seizoen 2008/09 zijn eerste profcontract bij AZ, waarvoor hij nooit zijn competitiedebuut maakte. Hij was eenmaal bankzitter bij de Alkmaarse club in het kampioensseizoen 2008/09. De club verhuurde hem in de seizoenen 2009/10 en 2010/11 aan Telstar. In 2011 ging hij naar St. Mirren FC uit Schotland. Een jaar later vertrok hij naar Kilmarnock, eveneens in Schotland. Tesselaar tekende in juli 2014 een eenjarig contract bij zijn oude club St. Mirren FC, dat hem transfervrij overnam van Kilmarnock.
Sinds het seizoen 2015/2016 maakt hij deel uit van de selectie van De Graafschap waar hij een contract tekende voor een seizoen. In november 2016 ging Tesselaar in Israël voor Hapoel Ramat Gan spelen dat uitkomt in de Liga Leumit.
In 2017 maakte Tesselaar de overstap naar Hapoel Katamon. In 2018 mocht hij vertrekken. In februari 2019 tekende hij een contract bij Quick Boys tot met de zomer van 2019. Hij verlengd contract tot met 2020-2021.
In 2021 tekent hij contract bij SV Spartanen.